# Čileanska košarkaška reprezentacija
Čileanska košarkaška reprezentacija predstavlja državu Čile u športu košarci.

## Međunarodna natjecanja

### Južnoamerička prvenstva
- - 1937.
- - 1932., 1934.
- - 1942., 1947., 1949., 1953.

### Južnoameričke igre
- - 2014.
- - 1982., 2010.

### Svjetska prvenstva
- - 1950., 1959.

## Sastavi na velikim natjecanjima

### Olimpijske igre
- Olimpijske igre 1936. (10. na ljestvici od 21 momčadi)

Eduardo Kapstein, Luis Ibaseta, Jose González, Eusebio Hernández, Luis Carrasco, A. Carvacho, M. Mehech
- Olimpijske igre 1948. (6. na ljestvici od 23 momčadi)

Eduardo Kapstein, Víctor Mahana, Luis Enrique Marmentini, Exequiel Figueroa, Antonio Moreno, Guillermo Verdugo, Marcos Sánchez, Juan José Gallo, Hernán Raffo, Roberto Hammer, Eduardo Parra, Eduardo Cordero, Manuel Ledesma, Andrés Mitrovic
- Olimpijske igre 1952. (5. na ljestvici od 23 momčadi)

Rufino Bernedo, Pedro Araya, Exequiel Figueroa, Víctor Mahana, Juan José Gallo, Eduardo Cordero, Hernán Ramos, Juan Ostoic, Hernán Raffo, Orlando Silva, Álvaro Salvadores, Hugo Fernández, Eric Mahn
- Olimpijske igre 1956. (8. na ljestvici od 15 momčadi)

Rufino Bernedo, Pedro Araya, Víctor Mahana, Luis Salvadores, Juan Ostoic, Hernán Raffo, Raúl Urra, Rolando Etchepare, Juan Arredondo, Orlando Etcheverrigaray, Maximiliano Garafulic, Orlando Silva (trener: Juan Arredondo)

### Svjetska prvenstva
- Svjetsko prvenstvo 1950. (3. na ljestvici (brončani) od 10 momčadi)

Rufino Bernedo, Víctor Mahana, Pedro Araya, Luis Enrique Marmentini, Exequiel Figueroa, Juan José Gallo, Marcos Sánchez, Eduardo Cordero, Hernán Ramos, Raul López, Juan Ostoic, Mariano Fernández (trener: Kenneth Davidson)
- Svjetsko prvenstvo 1954. (10. na ljestvici od 12 momčadi)

Pedro Araya, Víctor Mahana, Hernán Raffo, Juan Zitko, Raul Emilio López, Juan Ostoic, Antonio Torres, Milenko Skoknic, Raúl Urra, Rolando Etchepare, Dante Gianoni, Salomón Awad (trener: Kenneth Davidson)
- Svjetsko prvenstvo 1959. (3. na ljestvici (brončani) od 13 momčadi)

Rufino Bernedo, Luis Salvadores, Juan Zitko, Rolando Etchepare, Orlando Silva, Orlando Etcheverrigaray, Juan Guillermo Thompson, José de la Fuente, Maximiliano Garafulic, Dante Gianoni, Bruno Luchsinger, Domingo Sibilla (trener: Luis Valenzuela)

### Južnoameričko prvenstvo
- Južnoameričko prvenstvo 1937. (6. na ljestvici od 6 momčadi)

Marcelo Hernández Álvarez, Evandro Arteaga Fuentes, Patricio Briones Moller, José Luis Campos Salgado, Erik Carrasco Follert, Pablo Coro Oyarzo, Mike Elliot Stambuk, Leonel Méndez Santos, Emilio Paris Reyes, Cristian Pérez Barría, Claus Pruntzmann Kairath, Lino Sáez Carvajal, Jorge Valencia Rosales (izbornik: Daniel Allende)